# Rivetina buettikeri
Rivetina buettikeri es una especie de mantis de la familia Mantidae.

## Distribución geográfica
Se encuentra en Arabia Saudita.